# Любівка (платформа)
Лю́бівка — пасажирський зупинний пункт Сумської дирекції Південної залізниці на перетині ліній Харків — Люботин-Західний та Кириківка — Люботин між станцією Люботин та зупинним пунктом Караванна. Розташований в місті Люботин Харківського району Харківської області.

## Пасажирське сполучення
На платформі Любівка зупиняються приміські поїзди Люботинського напрямку.